# وفيات 1999
تقدم هذه المقالة قائمة بالشخصيات التي توفت 1999

## تاريخ
- ميخائيل بوغاتيريف، رسام سوفيتي ثم روسي ( 1924 ).
- جورج ديلبلانك، رسام فرنسي (°13 ).
- رينشو كاديكارو، موسيقي ياباني (°4 ).